# Боргезький борець
Борге́зький боре́ць, Борець Борге́зе, Борге́зький гладіа́тор (фр. Gladiateur Borghèse) — елліністична скульптура, датована (323-30 до н. е.). З XVIII ст. перебувала в колекції Боргезе, за що й отримала свою назву. Авторство приписують античному скульптору Агасію Ефеському, синові Досіфея — завдяки підпису, залишеному на пні. Наразі статуя є експонатом галереї Дарю у Луврі. Протягом чотирьох століть, що минули з її знахідки, «Боргезький борець» залишається одним з найпопулярніших античних шедеврів.

## Історія відкриття
Статуя (точніше, її фрагменти) була знайдена у першому десятилітті XVII ст. поблизу Неттуно, порту, розташованого на південь від Рима. Розкопки проводилися за вказівкою кардинала Шипіоне Боргезе на місці давнього міста Антіум, де колись була вілла Нерона. Фрагменти, ймовірно, були передані скульптору Ніколо Кордієрі, який працював на родину Боргезе, саме він з самого початку назвав статую «Гладіатором». Знахідку мусили зібрати з чотирнадцяти окремих уламків, деякі деталі не збереглися. Під час своєї першої реставрації (1611 рік) «Гладіатор» отримав нову праву руку, нове праве вухо і нові статеві органи.
Після відновлення статуя надійшла до галереї Боргезе у Римі, її помістили у спеціально оформленій залі. Вона одразу стала ідолом давньогрецького мистецтва: «Найзнаменитіша статуя з усіх, що залишилися з Античності» — захоплено зауважив один з відвідувачів колекції у середині XVII ст.

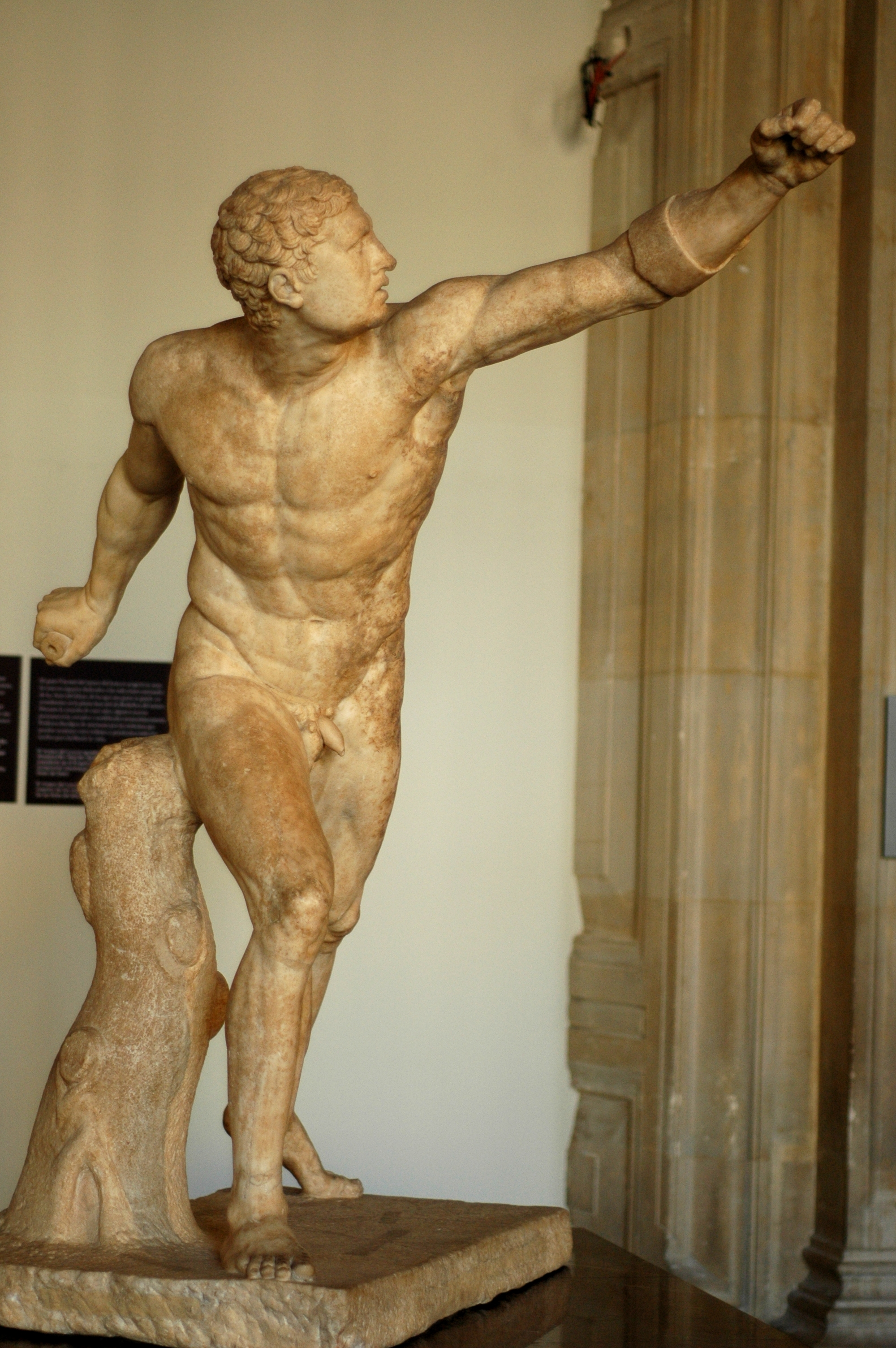
«Борець» під іншим кутом зору

Незабаром копії «Гладіатора» появились у всій Європі. У 1630 році англійський король Яків І, придбавши виліпок, велів зробити з нього бронзову копію для парку палацу Сент-Джеймс. Протягом XVIII ст. слава статуї не занепадала: для одних вона була зображенням гладіатора, для інших — кулачного бійця, метателя диска, чи навіть спартанського царя Леоніда або героя Троянської війни Аякса. Німецький мистецтвознавець Йоганн Вінкельман був одним з перших, хто піддав сумніву думку про те, що «Борець» зображує гладіатора (адже Стародавня Греція не знала такого явища, як гладіаторські бої) і тому вважав статую зображенням якогось вояка. Двадцять років по тому, у 1807 році, принц Камілло Боргезе, у зв'язку зі значною грошовою скрутою, був вимушений поступитись частиною фамільного зібрання своєму шурину Наполеону Бонапарту. Загальну вартість колекції оцінили в близько 5 млн. франків, причому «Гладіатор» коштував чверть цієї суми, зважаючи на те, що він був ключевим предметом у зібранні. Врешті-решт, колекція була продана за 13 млн франків.
Статую «Гладіатора» доставили до Парижа сухим шляхом на спеціальному возі, розробленому для безпечного перевезення крихкого мармура. Втім, злигодні довгої подорожі таки не пройшли безслідно для статуї; привести її в порядок мусили реставратори «музею Наполеона». До експозиції вона поступила під назвою «герой у бою» (фр. héros combattant), її встановили в центрі зали, що назвали її ім'ям. Там статуя залишалась до 1922 року. Надалі її перевели до іншої зали (так званої «Меценатської», або «Зали Каріатид»), розташованої за залою Венери Мілоської, ставши частиною циклу оригінальних грецьких мармурів. На теперішній час статуя знаходиться в галереї Дарю (la galerie Daru) — залі, присвяченій грецьким і римським стародавностям.

## Опис

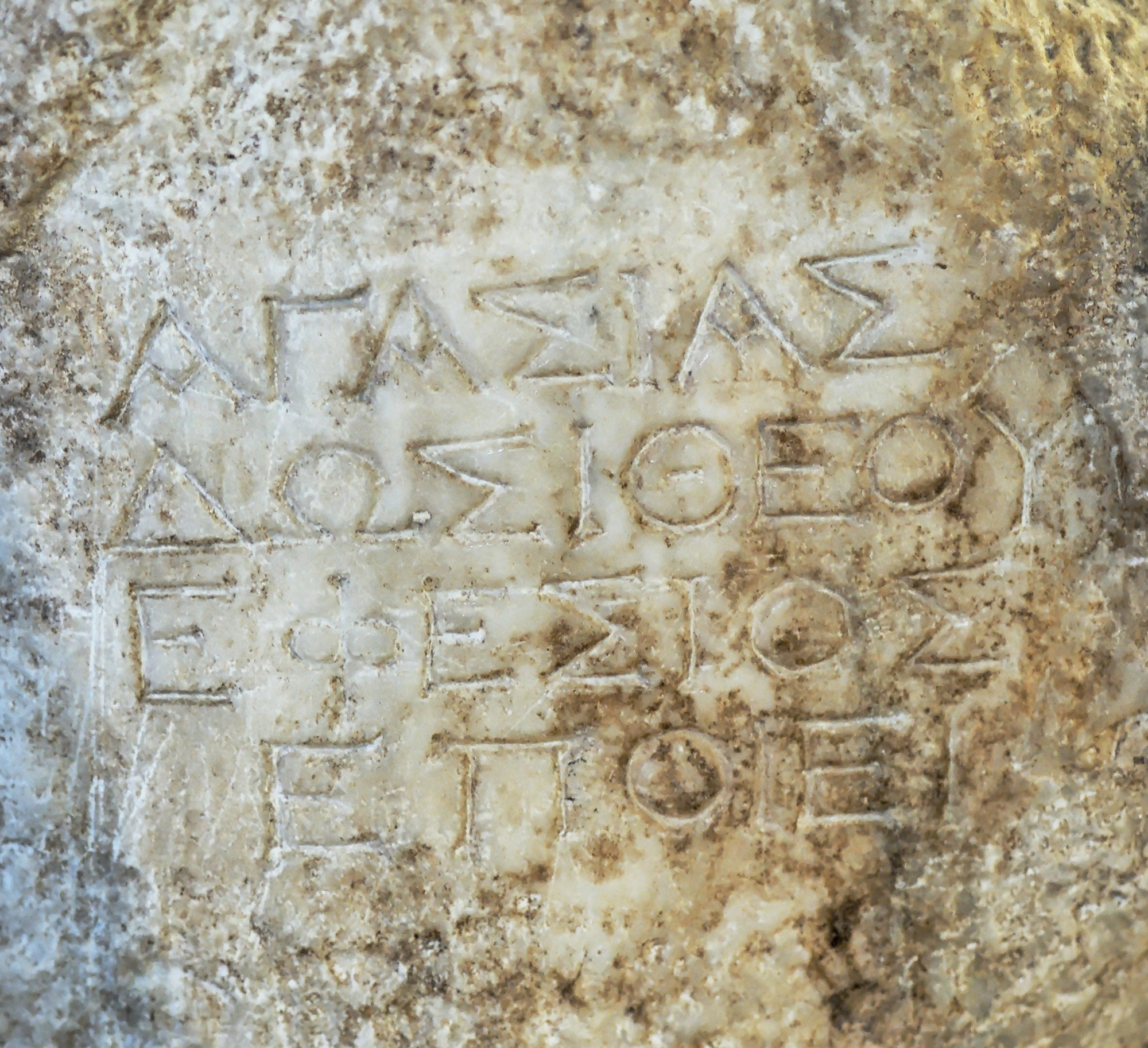
Підпис скульптора Агасія на пні

Статуя представляє оголеного воїна, який стоїть на п'єдесталі з пентелійського мармуру. Ймовірне, він б'ється з супротивником, який нападає з лівого боку, без сумніву, кінним. Саме ліворуч повернута голова, ліва рука (у якій, можливо, колись був щит) витягнута уперед та догори, права рука відведена назад, готова завдати удар. Висота статуї від маківки до п'єдестала становить 1,69 м. Тулуб сильно нахилений уперед, утворюючи пряму лінію з лівою ногою, відведеною назад. Права нога зігнута та виставлена уперед, щоб нести навантаження. Додатковою опорою слугує пень дерева, до якого притулена права нога.
На пні дерева, до якого притулився борець, стоїть підпис майстра, виконаний грецькою мовою: ΑΓΑΣΙΑΣ ΔΩΣΙΘΕΟΥ ΕΦΕΣΙΟΣ ΕΠΟΙΕΙ («Агасій, син Досіфея з Ефеса зробив»).
Як було зазначене вище, статую відновили з чотирнадцяти уламків: тулуба з головою і лівим стегном, п'яти уламків п'єдестала (з правою ступнею на одному з них і пальцями лівої на іншому), правого стегна, правої гомілки, лівої гомілки, лівої ступні і чотирьох уламків лівої руки. Права рука не збереглася, як і праве вухо, кілька пальців на ногах і статеві органи. Під час першої реставрації у 1611 році відсутні частини були відновлені у мармурі.

## Копії
- Боргезький борець у Петергофі
- Боргезький борець у Павловську

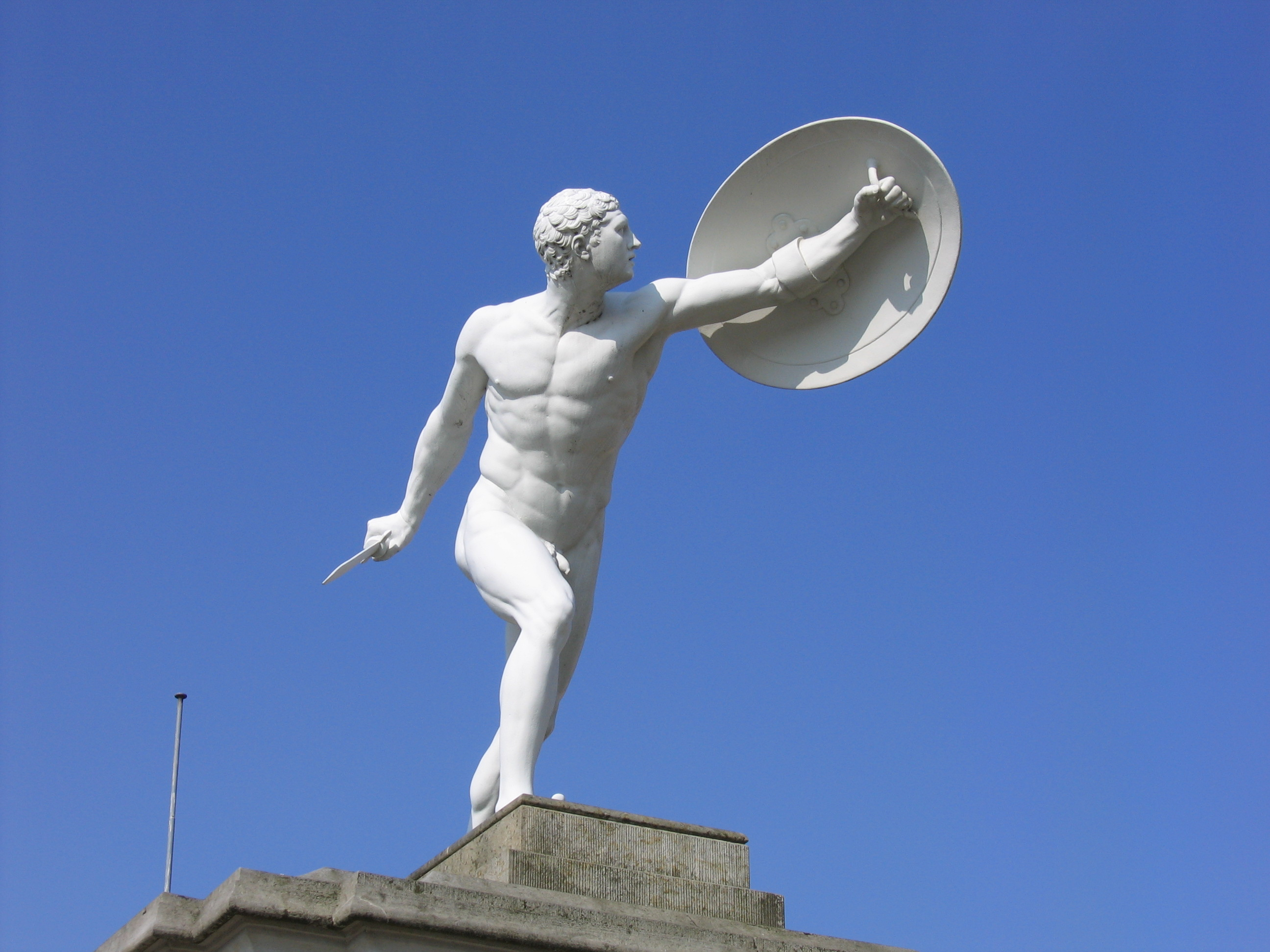
Борґезький борець Шарлоттенбурга

- Боргезький борець у Ноул-хаусі (графство Кент)
- Боргезький борець у замку Шарлоттенбург у Берліні. У копії наявні меч і щит — за задумом автора оригіналу
- Боргезький борець у Ганновері
- Боргезький борець у Царському селі
- Два «Боргезьких борці» в Архангельському. Встановлені симетрично на південному краю партеру